# 多利亞希臘語
多利亚希腊语（羅馬化：Dōrismós），也称为西部希腊语，是一群古希腊语方言的统称，其变体可分为规范方言和西北方言两支。多利亚方言分布很广，从希腊北部到伯罗奔尼撒大部、爱琴海群岛，远播至殖民地。
希腊化时代，在亚该亚同盟中出现了一种亚该亚多利亚自然共通语，展现出诸多多利亚方言共存的特征，使得基于雅典方言的通用希腊语晚至公元前2世纪才流行于伯罗奔尼撒半岛。多利亚方言的唯一后代是特萨科尼亚语，今日仅剩数百老年流利使用者。
一般认为多利亚方言发源于希腊西北部伊庇鲁斯地区山中，也是多利亚人的发源地。约公元前1150年，多利亚人入侵希腊各地，与后来的殖民活动一起将多利亚方言散播开来。希腊中部科林斯湾北的多里斯城邦促使人们认为，多利亚方言源自希腊西北部或巴尔干半岛。其分布北至墨伽拉殖民地拜占庭和科林斯殖民地波提狄亚、埃庇丹努斯、阿波罗尼亚和安布拉基亚，吸收了很多阿尔巴尼亚语词汇，可能是经由现已灭绝的伊利里亚语商人转手。北部的铭文证据有伊庇鲁斯同盟书、佩拉咒符、3块较少为人知的古马其顿语铭文，均识别为多利亚方言，以及来自数个希腊殖民地的多块铭文。另外，还有很多展现出北多利亚特征的地名。南部方言不仅有大量铭文、钱币、人名，还有很多传世文献为证，有阿尔克曼、品达和阿基米德的著作，都以多利亚方言写就。亚历山大的赫西基奥斯有一份幸存的古词典，保存了来自整个希腊语地区的许多方言词汇。

## 方言

### 规范多利亚方言

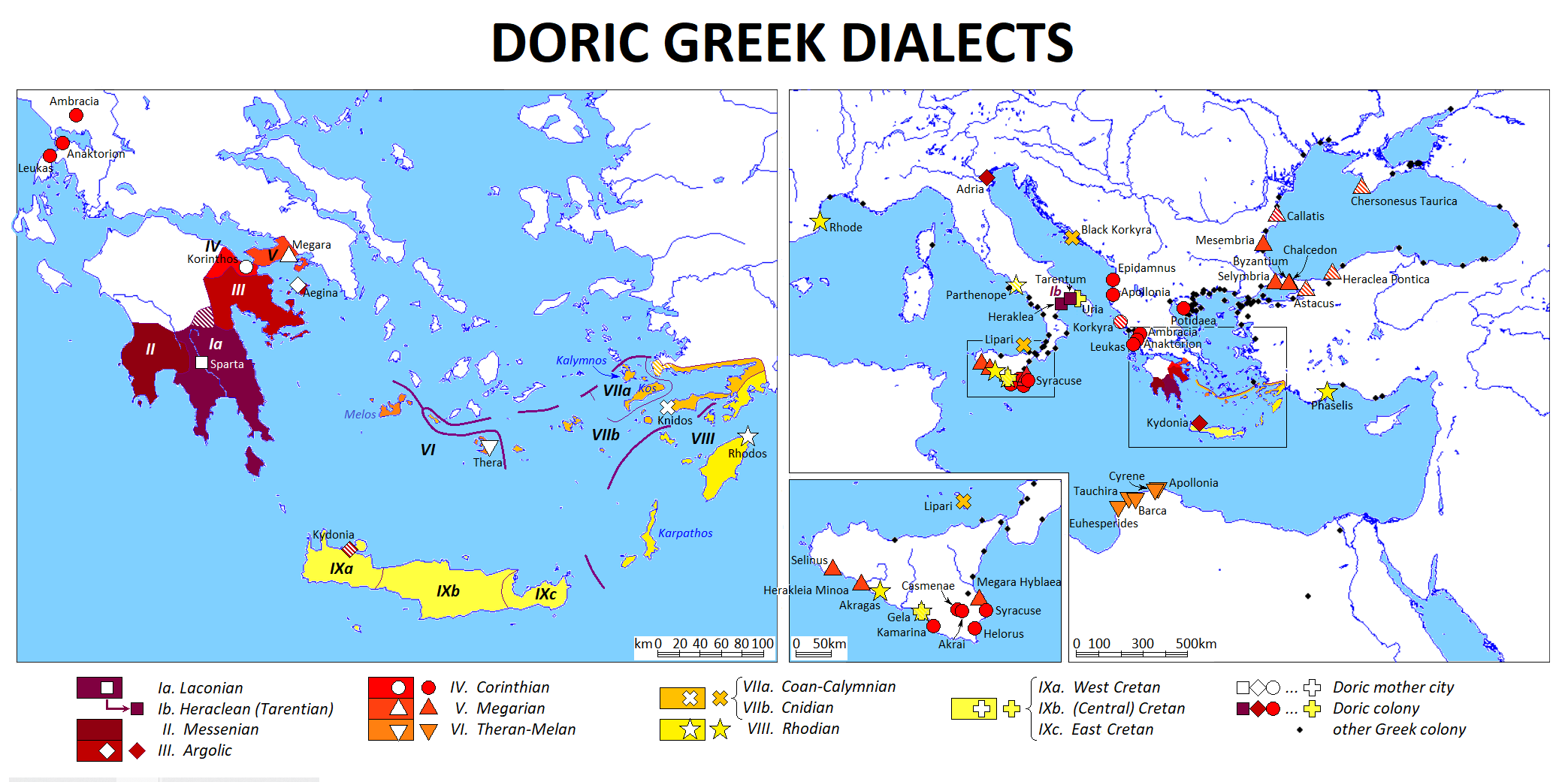
多利亚希腊语方言

多利亚方言具体归于古希腊语方言的哪个分支，取决于分类标准。一般认为它就是一种古希腊语方言，构成所谓西希腊语或北希腊语、西北希腊语。地理分布则基本只有口头描述，而且似乎来自南方。
“北希腊语”的称呼来自多利亚人源于北方的假设，而且多利亚方言确实与西北希腊关系密切。入侵者除了多利亚方言不太可能说别的话，而且多利亚方言只有在南下之后，才能分化为各个子方言。因此西希腊语是称呼其古典方言最确切的名字。
特萨科尼亚语是拉科尼亚方言的后代，现在仍分布在伯罗奔尼撒阿尔戈利斯州沿岸，是语言研究的一个热点，也是一种濒危方言。

#### 拉科尼亚方言

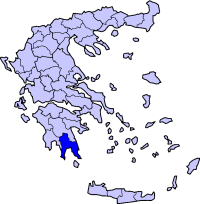
拉科尼亚

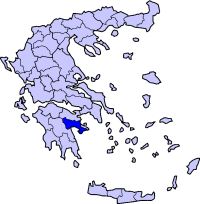
阿尔戈利斯

拉科尼亚方言分布在伯罗奔尼撒半岛南部的拉科尼亚及其殖民地塔兰托、大希腊的赫拉克利亚等地。斯巴达是其发源地。
拉科尼亚方言可见于公元前7世纪的铭文与石块、陶片。塔兰托成立于公元前706年，应是由拉科尼亚母语者所建。
斯巴达保留了许多文献，市民自称Lacedaemonian，荷马称其为“空心的拉刻达蒙(Lacedaemon)”。公元前7世纪的斯巴达诗人阿尔克曼使用的方言，有人认为就是拉科尼亚方言。亚历山大的菲洛塞奴写过一篇文章《关于拉科尼亚方言》。

#### 科林斯方言

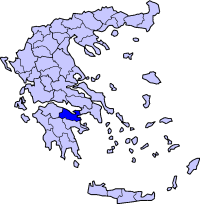
科林斯

科林斯方言分布在科林斯地峡周围，主要城镇有科林斯、西库翁、弗里乌斯，以及科林斯在希腊西部和意大利的殖民地：克基拉岛、莱夫卡斯、Anactorium、安布拉基亚、锡拉库萨、安科纳、都拉斯和阿波罗尼亚等地。科林斯年代最早的铭文大约刻于公元前6世纪初，用的是科林斯字母。
一直以来都有成见认为多利亚方言是野蛮的军国主义者用的，科林斯方言说明并非如此。科林斯位于沟通南北的交通要道，在黑暗时代后的复兴中成为了中流砥柱。

### 西北多利亚方言
西北多利亚方言与规范多利亚方言关系密切，有时不区分。西北方言、南部方言和“西部希腊方言”的隶属关系并不影响各个大类包含的方言。西色萨利方言和皮奥夏方言受到西北多利亚方言的强烈影响。
西北多利亚方言一般视为方言群，Méndez-Dosuna就认为西北多利亚方言不是一个正规的方言群，而只是一个地理上的称呼。在整个西北多利亚语区，主要的内部差异并不妨碍沟通，不过Filos引Bubenik称，仍有些情况要特别注意。
西北多利亚方言最早的铭文大约刻于公元前6~5世纪。一般认为它们体现出了一些西北多利亚方言的特点，特别是音系和形态音位上，但西北多利亚方言大部分特征并不专属于它。西北多利亚方言得特征主要有：
1. 名词第三变格的与格复数为（-ois），而不是（-si）；如 Akarnanois hippeois，对应 Akarnasin hippeusin（给阿卡纳尼亚骑士）。
2. （en）+宾格，而不是（eis）：en Naupakton（进入Naupactus）。
3. （-st）对应（-sth）：genestai对应genesthai （成为）； mistôma对应misthôma（佣金）。
4. ar对应er： amara /多利亚amera/阿提卡hêmera（天、昼），Elean wargon 对应多利亚wergon和阿提卡ergon（工作）
5. 与格单数-oi对应-ôi：、多利亚、阿提卡（给Asclepius）
6. 中间分词是-eimenos，而不是-oumenos

西北多利亚方言又可分为4或5种方言。

#### 福基斯方言
这种方言分布在福基斯及其主要殖民地德尔斐。普鲁塔克认为，德尔斐人将p读作b（将读作）

#### 罗克里斯方言
罗克里斯希腊语主要分布在两个地区：
- 奥佐利亚罗克里斯（Ozolian Locris），分布在科林斯湾西北岸 around 阿姆菲萨（最早约公元前500年）；[18]
- Opus罗克里斯（Opuntian Locris），分布在希腊本土优卑亚岛西北部的对岸，Opus周围。

#### 厄利斯方言
厄利斯方言（最早约公元前600年）是伊欧里斯希腊语之后最令现代学者费解的古希腊语方言之一。

#### 伊庇鲁斯方言
伊庇鲁斯地区最初由塞斯普罗蒂亚控制，语言可见于多多纳铭文（最早约公元前550–500年），后来组成了伊庇鲁斯联盟（约公元前370年~）。

#### 古马其顿语
大多数学者都同意古马其顿语是古希腊语的一支方言，特别是可能属于西北多利亚方言。 Olivier Masson的《牛津古典词典》中提到了“两派观点”：一派坚持“古马其顿语的希腊属性”，倾向于“将其视为巴尔干地区的某种印欧语”，具体归属没有定论（如Bonfante 1987、Russu 1938）；另一派则赞成“古马其顿语作为希腊北部方言的纯粹属性”，自19世纪以来有众多拥护者（Fick 1874；Hoffmann 1906；Hatzidakis 1897等；Kalleris 1964、1976）。
Masson本人也认为古马其顿语的专名很大程度上是希腊语，是“一种古希腊语方言，位于边缘地位，发音具有地方性”，可能与希腊西北部的方言（洛克里斯、伊欧里斯、福基斯、伊庇鲁斯）关系最密切。Brian D. Joseph承认古马其顿语和古希腊语关系密切（共同归入印欧语系的希腊语族），但认为“证据不足，可以有不同解释，因此事实上不会有明确的答案。”Johannes Engels指出了用多利亚方言书写的佩拉符咒：“这被认为是最重要的考古证据，说明古马其顿语是一种古希腊语西北方言，应是一种多利亚方言。”Miltiades Hatzopoulos认为佩拉符咒上的公元前4世纪的古马其顿语实际上是一种“共通马其顿语”，是奥林匹斯山和皮埃里亚山周围的伊欧里斯希腊语人群与来自Argos Orestiko的西北希腊语人群（建立了马其顿王国阿吉德王朝）相遇后产生的。B. Helly根据Hatzopoulos的说法拓展并改进了自己早先的想法，提出了“（北）亚该亚底层假说”，认为这个底层分布在史前的色萨利和马其顿王国一带，一直向北延伸到塞尔迈湾，与品都斯山脉另一侧的西北希腊语人群持续接触。公元前7世纪，阿吉德马其顿人从奥勒提斯（Orestis）迁徙到下马其顿之后，接触就变成了同居。Hatzopoulos据此认为，所谓古希腊语马其顿方言铭文记载的是一种由各种因素影响下形成的共通语，其中最主要的是北亚该亚底层、阿吉德王朝的西北希腊语习语，以及色雷斯语和弗里吉亚语副层。

#### 亚该亚多利亚方言
亚该亚多利亚方言可能也属于西北多利亚方言群。其分布在伯罗奔尼撒西北部的亚该亚以及爱奥尼亚海中的凯法利尼亚岛、扎金索斯岛，以及亚该亚位于意大利南部大希腊的殖民地（包括锡巴里斯和克罗托内）。这种“严格”多利亚方言后来受到科林斯的“温和”多利亚方言影响。它延续到公元前350年。

#### 亚该亚多利亚共通语
在希腊化时代亚该亚联盟，出现了一种亚该亚多利亚共通语，表现出所有亚该亚方言的许多共同特点，使得以阿提卡希腊语为基础的共通希腊语的传播延迟到了公元前2世纪。

#### 西北多利亚共通语

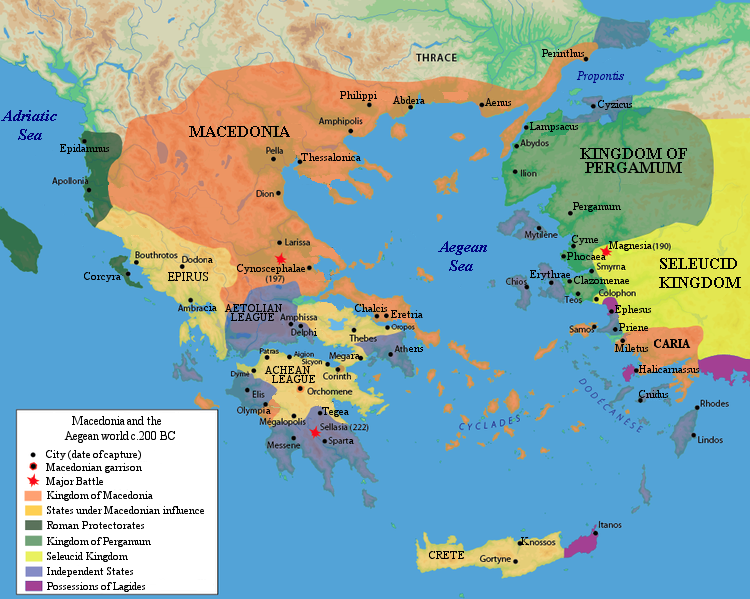
西北多利亚共通语产生时希腊世界的政治局势

西北多利亚共通语指公元前3、2世纪出现的一种跨区域共通的西北方言，用于埃托利亚同盟的官文中。W. Locris、Phocis、Phtiotis等各地遗址都出土了用这种共通语写成的官文。西北多利亚共通语包含以西北多利亚方言为主，混合了一些阿提卡希腊语形式。它显然基于西北多利亚方言最普遍的特征，而摒弃了不太常见的地方特征。
它的兴起也包括非语言因素，比如为了反抗马其顿征服后用于行政的阿提卡-爱奥尼亚共通语的传播，以及埃托利亚同盟和伊庇鲁斯对广袤领土巩固政治统一的需要。

## 音系

### 元音

#### 长a
原始希腊语*ā保留为ā，而阿提卡希腊语在部分位置高化为ē。
- 多利亚gā mātēr ~ 阿提卡gē mētēr“大地之母”

#### e、o的补偿延长
在“严格”多利亚方言中，*e、*o发生补偿延长，变为长元音，而阿提卡方言则变为ei、ou。
- “严格”多利亚-ō ~ 阿提卡-ou（第二类变格属格单数）
- -ōs ~ -ous （第二类变格宾格复数）
- -ēn ~ -ein （现在时、第二类动词不定式主动态）

#### a、e的缩合
缩合：原始希腊语*ae >多利亚方言ē (eta) ~阿提卡方言ā。

#### 双元音中e的高化
原始希腊语*eo、*ea >部分多利亚方言io、ia。

#### 原始希腊语*a
少数词中，原始希腊语短*a > 多利亚短 a ~ 阿提卡e in certain words.
- 多利亚hiaros；Artamis ~ 阿提卡hieros“神圣”；Artemis“阿尔忒弥斯”

### 辅音

#### 原始希腊语*-ti
原始希腊语*-ti保留（阿提卡方言擦化为-si）。
- 多利亚phāti ~ 阿提卡方言phēsi“他说”（无词干元音的第三人称单数现在时）
- legonti ~ legousi“他们说”（有词干元音的第三人称复数现在时）
- wīkati ~ eikosi“20”
- triākatioi ~ triākosioi“300”

#### 原始希腊语*ts
原始希腊语*ts在元音间> -ss-（阿提卡方言也有此创新，但进一步演化为-s-）。
- 原始希腊语*métsos > 多利亚messos ~ 阿提卡mesos“中间”（来自原始印欧语*médʰyos，比较拉丁语medius）。

#### Digamma
词首的*w（ϝ）在早期多利亚方言中得到保留（阿提卡方言中消失）。
- 多利亚woikos ~ 阿提卡oikos“屋”（来自原始印欧语*weyḱ-, *woyḱ-，比较拉丁语vīcus“村”）
- w在多利亚语文献和希腊化时代的铭文中已经不存。

### 重音
多利亚希腊语的重音十分独特：其一，（某些）专名的重音落在倒数第二个音节。下面的例子都是第三类变格的主格复数：
- paídes“男孩”； gunaíkes,  aíges“山羊”（对应 paîdes、 gunaîkes、 aîges）

另一方面，多利亚方言中的第一、二类变格宾格复数带短元音（-ăs、-ŏs），产生了以下重音：
- tîmas“荣誉”； pâsas“所有”（比较 tímas； pásas）

多利亚方言的另一个特点是，词尾 -oi、 -ai、动词的第三人称复数 -on、 -an（来自更早的*-ont、-ant）都表现为长音，产生了以下倒二音节重音：
- philosóphoi“哲学家”； kalouménoi“叫了”； edṓkan“他们给了”； elégon“他们说了”

多利亚方言的部分属格复数读作长音，其他方言中为倒二音节重音：
- paidôn“男孩们的”； Trōôn“特洛伊人的”； pantôn“全部的”； allôn“其他的”

多利亚希腊语所有将来时都是非隐性的：
- lexô“我会说”； poiēsô“我会做”

## 词法
数词tetores ~ 阿提卡 tettares，伊奥尼亚tesseres“4”。
序数词prātos ~ 阿提卡-伊奥尼亚prōtos“第一”
指示代词tēnos "this" ~ 阿提卡-伊奥尼亚(e)keinos
冠词和指示代词t对应h（来自原始印欧语s）。
- 多利亚toi, tai; toutoi, tautai
- ~ 阿提卡-伊奥尼亚hoi, hai; houtoi, hautai.

第三人称复数非元音词干或词根不定过去式-n ~ 阿提卡 -san.
- 多利亚edon ~ 阿提卡-伊奥尼亚 edosan

第一人称复数主动-mes ~ 阿提卡-伊奥尼亚 -men
将来时-se-ō ~ 阿提卡-s-ō.
- prāxētai (prāk-se-etai) ~ 阿提卡-伊奥尼亚prāxetai

语气助词ka ~ 阿提卡-伊奥尼亚an.
- 多利亚ai ka, ai de ka, ai tis ka ~ ean, ean de, ean tis

带-ka的时间副词~ 阿提卡-伊奥尼亚方言-te
- hoka, toka

带-ei的方位副词 ~ 阿提卡/共通语-ou
- teide, pei.

### 将来时
-izō、-azō结尾动词的不定过去时、将来时变为x（比较阿提卡/共同希腊语s）
- 多利亚agōnixato ~ 阿提卡agōnisato“他认为”

相似地，后缀前的k变为t。

## 阅读更多
- Bakker, Egbert J., ed. 2010. A companion to the Ancient Greek language. Oxford: Wiley-Blackwell.
- Cassio, Albio Cesare. 2002. "The language of Doric comedy." In The language of Greek comedy. Edited by Anton Willi, 51–83. Oxford: Oxford University Press.
- Colvin, Stephen C. 2007. A historical Greek reader: Mycenaean to the koiné. Oxford: Oxford University Press.
- Horrocks, Geoffrey. 2010. Greek: A history of the language and its speakers. 2nd ed. Oxford: Wiley-Blackwell.
- Palmer, Leonard R. 1980. The Greek language. London: Faber & Faber.